# Liste des divisions de l'Armée impériale japonaise
 (janvier 2023).
Le contenu est difficilement compréhensible vu les erreurs de traduction, qui sont peut-être dues à l'utilisation d'un logiciel de traduction automatique.
Durant la Seconde Guerre mondiale, l'armée impériale japonaise se compose de trois divisions de la garde impériale et de plus de 220 divisions d'infanterie de divers types (A/Renforcé, B/Standard, C/contre-insurrection). Le 7 décembre 1941, l'armée japonaise a deux divisions au Japon et en Corée et 50 à l'étranger, la plupart en Chine. Durant la guerre, 117 autres sont formées pour la défense nationale. Cela fait un total de 223 en incluant la garde impériale. Une autre division de parachutiste est créée en plus de quatre divisions blindées. 35 divisions au maximum combattent les Américains sur le théâtre de la guerre du Pacifique, soit un cinquième du total des divisions japonaises.

## Infanterie
| Nom                        | Nom de code (Tsūshōgō)                                                               | Création | Dissolution | Base                          |
| -------------------------- | ------------------------------------------------------------------------------------ | -------- | ----------- | ----------------------------- |
| Division de garde de Konoe |                                                                                      | 1867     | 1945        | Tokyo, Japon                  |
| 1re division de garde      | 1DG                                                                                  | 1943     | 1945        | Tokyo, Japon                  |
| 2e division de garde       | 2DG Miya (宮)                                                                        | 1943     | 1945        | Tokyo, Japon                  |
| 3e division de garde       | 3DG                                                                                  | 1944     | 1945        | Tokyo, Japon                  |
| 1re division               | Gyoku-heidan (玉兵団, « division Jade »)                                             | 1888     | 1945        | Tokyo, Japon                  |
| 2e division                | Yūheidan (Division Courage (勇兵団, Isamu-heidan)                                    | 1888     | 1945        | Sendai, Japon                 |
| 3e division                | Kōheidan (幸兵団, « division Chance »)                                               | 1888     | 1945        | Nagoya, Japon                 |
| 4e division                | Yodo-heidan (淀兵団, « division Yodo »)                                              | 1888     | 1945        | Ōsaka, Japon                  |
| 5e division                | Koi-heidan (鯉兵団, « division Carpe »)                                              | 1888     | 1945        | Hiroshima, Japon              |
| 6e division                | Akari-heidan (明兵団, « division Lumière »)                                          | 1888     | 1945        | Hiroshima, Japon              |
| 7e division                | Kuma-heidan (熊兵団, « division Ours »)                                              | 1896     | 1945        | Asahikawa, Japon              |
| 8e division                | Sugi-heidan (杉兵団, « division Cèdre »)                                             | 1898     | 1945        | Hirosaki, Japon               |
| 9e division                | Take-heidan (武兵団, « division Guerrier »)                                          | 1898     | 1945        | Kanazawa, Japon               |
| 10e division               | Tetsu-heidan (鉄兵団, « division Fer »)                                              | 1898     | 1945        | Himeji, Japon                 |
| 11e division               | Nishiki-heidan (錦兵団, « division Brocart »)                                        | 1898     | 1945        | Zentsūji, Japon               |
| 12e division               | Ken-heidan (剣兵団, « division Épée »)                                               | 1898     | 1945        | Kokura, Japon                 |
| 13e division               | Kyō-heidan (鏡兵団, « division Miroir »)                                             | 1905     | 1945        | Takada, Japon                 |
| 14e division               | Shō-heidan (照兵団, « division Éclat »)                                              | 1905     | 1945        | Kitakyūshū, Japon             |
| 15e division               | Sai-heidan (祭兵団, « division Festival »)                                           | 1905     | 1945        | Toyohashi, Japon              |
| 16e division               | Kaki-heidan (垣兵団, « division Mur »)                                               | 1905     | 1945        | Kyōto, Japon                  |
| 17e division               | Getsu-heidan (月兵団, « division Lune »)                                             | 1907     | 1945        | Okayama, Japon                |
| 18e division               | Kiku-heidan (菊兵團, « division Chrysanthème »)                                      | 1907     | 1945        | Kurume, Japon                 |
| 19e division               | Tora-heidan (虎兵團, « division Tigre »)                                             | 1915     | 1945        | Nord de la Corée              |
| 20e division               | Asa-heidan (朝兵団, « division Matin »)                                              | 1915     | 1945        | Keijo, Corée                  |
| 21e division               | Tō-heidan (討兵団, « division Attaque »)                                             | 1938     | 1945        | Kanazawa, Japon               |
| 22e division               | Hara-heidan (原兵団, « division Ebène »)                                             | 1938     | 1945        | Utsunomiya, Japon             |
| 23e division               | Asahi-heidan (旭兵団, « division Lever de Soleil »)                                  | 1938     | 1945        | Kumamoto, Japon               |
| 24e division               | Yama-heidan (山兵団, « division Montagne »)                                          | 1939     | 1945        | Harbin, Mandchourie           |
| 25e division               | Kuni-heidan (国兵団, « division Pays»)                                               | 1940     | 1945        | Mudanjiang, Mandchourie       |
| 26e division               | Izumi-heidan (泉兵団, « division Printemps »)                                        | 1937     | 1945        | Nagoya, Japon                 |
| 27e division               | Kyoku-heidan (極兵団, « division Pôle »)                                             | 1937     | 1945        | Pékin, Chine                  |
| 28e division               | Yū-heidan (勇兵団, « Abondance »)                                                    | 1940     | 1945        | Shinkyō, Chine                |
| 29e division               | Ikazuchi-heidan (雷兵団, « division Tonnerre »)                                      | 1941     | 1945        | Nagoya, Japon                 |
| 30e division               | Hyō-heidan (豹兵団, « division Panthère »)                                           | 1943     | 1945        | Pyongyang, Nord de la Corée   |
| 31e division               | Retsu-heidan (烈兵団, « division Eifrig »)                                           | 1943     | 1945        | Kōfu, Japon                   |
| 32e division               | Kaede-heidan (楓兵団, « division Ahorn »)                                            | 1939     | 1945        | Tokyo, Japon                  |
| 33e division               | Yumi-heidan (弓兵団, « division Bogen »)                                             | 1939     | 1945        | Sendai, Japon                 |
| 34e division               | Tsubaki-heidan (椿兵団, « division Kamelie »)                                        | 1939     | 1945        | Osaka, Japon                  |
| 35e division               | Higashi-heidan (東兵団, « division Ost »)                                            | 1939     | 1945        | Tokyo, Japon                  |
| 36e division               | Yuki-heidan (雪兵団, « division Schnee »)                                            | 1939     | 1945        | Hirosaki, Japon               |
| 37e division               | Fuyu-heidan (冬兵団, « division Winter ») bzw. Fuyu 3340 bzw. Fuyu 3341              | 1939     | 1945        | Kumamoto, Japon               |
| 38e division               | Numa-heidan (沼兵団, « division Sumpf ») bzw. Numa 8920                              | 1939     | 1945        | Nagoya, Japon                 |
| 39e division               | Fuji-heidan (藤兵団, « division Wisterie »)                                          | 1939     | 1945        | Hiroshima, Japon              |
| 40e division               | Kujira-heidan (鯨兵団, « division Wal »)                                             | 1939     | 1945        | Zentsūji, Japon               |
| 41e division               | Kawa-heidan (河兵団, « division Fluss ») bzw. Kawa-3560                              | 1939     | 1945        | Yongsan, Sud de la Corée      |
| 42e division               | Isao-heidan (勲兵団, « division Verdienst »)                                         | 1943     | 1945        | Sendai, Japon                 |
| 43e division               | Homare-heidan (誉兵団, « division Ehre »)                                            | 1943     | 1945        | Nagoya, Japon                 |
| 44e division               | Tachibana-heidan (橘兵団, « division Mandarine »)                                    | 1944     | 1945        | Osaka, Japon                  |
| 46e division               | Sei-heidan (静兵団, « division Stille »)                                             | 1943     | 1945        | Kumamoto, Japon               |
| 47e division               | Dan-heidan (弾兵団, « division Geschoss »)                                           | 1943     | 1945        | Hirosaki, Japon               |
| 48e division               | Kai-heidan (海兵団, « division Meer ») bzw. Kai 8940                                 | 1940     | 1945        | Taiwan                        |
| 49e division               | Ōkami-heidan (狼兵団, « division Wolf »)                                             | 1944     | 1945        | Keijo, Südkorea               |
| 50e division               | Hō-heidan (蓬兵団, « division Beifuß »)                                              | 1944     | 1945        | Taïwan                        |
| 51e division               | Ki-heidan (基兵団, « division Basis »)                                               | 1940     | 1945        | Utsunomiya, Japon             |
| 52e division               | Kashiwa-heidan (柏兵団, « division Eiche »)                                          | 1940     | 1945        | Kanazawa, Japon               |
| 53e division               | Yasu-heidan (安兵団, « division Friedlich »)                                         | 1941     | 1945        | Kyoto, Japon                  |
| 54e division               | Hei-heidan (兵兵団, « division Soldaten »)                                           | 1940     | 1945        | Himeji, Japon                 |
| 55e division               | Sō-heidan (壮兵団, « division Blühend »)                                             | 1940     | 1945        | Zentsūji, Japon               |
| 56e division               | Ryū-heidan (龍兵団, « division Drachen »)                                            | 1940     | 1945        | Kurume, Japon                 |
| 57e division               | Oku-heidan (奥兵団, « division Inneres »)                                            | 1940     | 1945        | Hirosaki, Japon               |
| 58e division               | Hiro-heidan (広兵団, « division Breite »)                                            | 1942     | 1945        | Hankou, Chine                 |
| 59e division               | I-heidan (衣兵団, « division Kleidung »)                                             | 1942     | 1945        | Tokyo, Japon                  |
| 60e division               | Hoko-heidan (矛兵団, « division Speer »)                                             | 1942     | 1945        | Centre de la Chine            |
| 61e division (en)          | Tobi-heidan (鵄兵団, « division Milan »)                                             | 1943     | 1945        | Tokyo, Japon                  |
| 62e division (en)          | Ishi-heidan (石兵団, « division Stein »)                                             | 1943     | 1945        | Kyoto, Japon                  |
| 63e division (en)          | Jin-heidan (陣兵団, « division Lager »)                                              | 1943     | 1945        | Utsonomi, Chine               |
| 64e division (en)          | Hiraki-heidan (開兵団, « division Öffnen »)                                          | 1943     | 1945        | Hiroshima, Japon              |
| 65e division (en)          | ?-heidan (専兵団, « division Ausschließlich »)                                       | 1943     | 1945        | Nagoya, Japon                 |
| 66e division (en)          | ?-heidan (敢兵団, « division Verwegen »)                                             | 1944     | 1945        | Taïwan                        |
| 68e division (en)          | Hinoki-heidan (檜兵団, « division Zypresse »)                                        | 1942     | 1945        | Osaka, Japon                  |
| 69e division (en)          | Katsu-heidan (勝兵団, « division Sieg »)                                             | 1942     | 1945        | Hirosaki, Japon               |
| 70e division (en)          | Yari-heidan (槍兵団, « division Speer »)                                             | 1942     | 1945        | Hiroshima, Japon              |
| 71e division (en)          | Inochi-heidan (命兵団, « division Leben »)                                           | 1942     | 1945        | Asahikawa, Japon              |
| 72e division (en)          | Den-heidan (伝兵団, « division Tradition »)                                          | 1944     | 1945        | Sendai, Japon                 |
| 78e division (en)          | ?-heidan (稔兵団, « division Reifen/Ernte »)                                         | 1944     | 1945        | Asahikawa, Japon              |
| 79e division (en)          | Sō-heidan (奏兵団, « division Ausführen »)                                           | 1945     | 1945        | Tumen (Yanbian), Chine        |
| 81e division (en)          | ?-heidan (納兵団, « division Abschließen »)                                          | 1944     | 1945        | Utsunomiya, Japon             |
| 84e division (en)          | Totsu-heidan (突兵団, « division Stürmen »)                                          | 1944     | 1945        | Himeji, Japon                 |
| 86e division (en)          | Seki-heidan (積兵団, « division Ansammeln »)                                         | 1944     | 1945        | Kurume, Japon                 |
| 88e division (en)          | Yō-heidan (要兵団, « division Erforderlich »)                                        | 1945     | 1945        | Asahikawa, Japon              |
| 89e division (en)          | Sai-heidan (摧兵団, « division Zerschlagen »)                                        | 1945     | 1945        | Asahikawa, Japon              |
| 91e division (en)          | Saki-heidan (先兵団, « division Voraus »)                                            | 1945     | 1945        | Asahikawa, Japon              |
| 93e division (en)          | Ketsu-heidan (決兵団, « division Entschlossen »)                                     | 1944     | 1945        | Kanazawa, Japon               |
| 94e division (en)          | ?-heidan (威烈兵団, « division Takeshi-Retsu »)                                      | 1944     | 1945        | Ōsaka, Japon                  |
| 96e division (en)          | Gen-22001-heidan (玄22001兵団, « division Geheimnisvoll-22001 »)                     | 1945     | 1945        | Fukuoka, Japon                |
| 100e division (en)         | Yoridokoro-heidan (拠兵団, « division Stütze »)                                      | 1944     | 1945        | Nagoya, Japon                 |
| 101e division (en)         | aucun                                                                                | 1937     | 1940        | Tokyo, Japon                  |
| 102e division (en)         | ?-heidan (抜兵団, « division Ziehen »)                                               | 1944     | 1945        | Kumamoto, Japon               |
| 103e division (en)         | Hayao-heidan (駿兵団, « division Schnell »)                                          | 1944     | 1945        | Kumamoto, Japon               |
| 104e division (en)         | Ōtori-heidan (鳳兵団, « division Feng »)                                             | 1938     | 1945        | Ōsaka, Japon                  |
| 105e division (en)         | Kin-heidan (勤兵団, « division Hingebung »)                                          | 1944     | 1945        | Hiroshima, Japon              |
| 106e division (en)         | aucun                                                                                | 1938     | 1940        | Kumamoto, Japon               |
| 107e division (en)         | Nagi-heidan (凪兵団, « division Windstille »)                                        | 1944     | 1945        | Hirosaki, Japon               |
| 108e division (en)         | Yū-heidan (祐兵団, « division Beistand »)                                            | 1937     | 1945        | Hirosaki, Japon               |
| 109e division (en)         | Tan-heidan (膽兵団, « division Entschlossenheit »)                                   | 1937     | 1945        | Kanazawa/Kōfu, Japon          |
| 110e division (en)         | Washi-heidan (鷲兵団, « division Adler »)                                            | 1938     | 1945        | Himeji, Japon                 |
| 111e division (en)         | Ichi-heidan (市兵団, « division Stadt »)                                             | 1944     | 1945        | Zentsūji, Japon               |
| 112e division (en)         | Kō-heidan (公兵団, « division Fürst »)                                               | 1944     | 1945        | Kurume, Japon                 |
| 114e division (en)         | Shō-heidan (将兵団, « division General »)                                            | 1937     | 1945        | Utsunomiya/Mizonokuchi, Japon |
| 115e division (en)         | Kita-heidan (北兵団, « division Norden »)                                            | 1944     | 1945        | Asahikawa, Japon              |
| 116e division (en)         | Arashi-heidan (嵐兵団, « division Sturm »)                                           | 1938     | 1945        | Kyōto, Japon                  |
| 117e division (en)         | Hiro-heidan (弘兵団, « division Breit »)                                             | 1944     | 1945        | Kashiwa, Japon                |
| 118e division (en)         | Megumi-heidan (恵兵団, « division Wohltat »)                                         | 1944     | 1945        | Kyōto, Japon                  |
| 119e division (en)         | Osamu-heidan (宰兵団, « division Jai »)                                              | 1944     | 1945        | Tokyo, Japon                  |
| 120e division (en)         | Maishin-heidan (邁進兵団, « division Energisch-Hinarbeiten »)                        | 1944     | 1945        | Zentsūji, Japon               |
| 121e division              | Eikō-heidan (栄光兵団, « division Glänzender-Ruhm »)                                 | 1945     | 1945        | Zentsūji, Japon               |
| 122e division              | Maizuru-heidan (舞鶴兵団, « division Tanzender-Kranich »)                            | 1945     | 1945        | Tokyo, Japon                  |
| 123e division              | Matsukaze-heidan (松風兵団, « division Kiefernwind »)                                | 1945     | 1945        | Nagoya, Japon                 |
| 124e division (en)         | Enbō-heidan (遠謀兵団, « division Voraussicht »)                                     | 1945     | 1945        | Sendai, Japon                 |
| 125e division (en)         | Hideki-heidan (英機兵団, « division Mutige-Gelegenheit »)                            | 1945     | 1945        | Hiroshima, Japon              |
| 126e division (en)         | Eidan-heidan (英断兵団, « division Mutige-Entscheidung »)                            | 1945     | 1945        | Kumamoto, Japon               |
| 127e division (en)         | Eimai-heidan (英邁兵団, « division Hervorragend »)                                   | 1945     | 1945        | Utsunomiya, Japon             |
| 128e division (en)         | Eibu-heidan (英武兵団, « division Mutiges-Militär »)                                 | 1945     | 1945        | Kanazawa, Japon               |
| 129e division (en)         | Shinbu-heidan (振武兵団, « division Bewegtes-Militär »)                              | 1945     | 1945        | Nagano, Japon                 |
| 130e division (en)         | Shōki-heidan (鍾馗兵団, « division Shoki »)                                          | 1945     | 1945        | Kyōto, Japon                  |
| 131e division              | Shūsui-heidan (秋水兵団, « division Reines-Herbstwasser/Glänzende-Schwertschneide ») | 1945     | 1945        | Kanazawa, Japon               |
| 132e division              | Shinki-heidan (振起兵団, « division Anfeuern »)                                      | 1945     | 1945        | Ōsaka, Japon                  |
| 133e division              | Shingeki-heidan (進撃兵団, « division Angriff »)                                     | 1945     | 1945        | Kumamoto, Japon               |
| 134e division (en)         | Magatama-heidan (勾玉兵団, « division Krummjuwelen »)                                | 1945     | 1945        | Jiamusi, Mandchourie          |
| 135e division (en)         | Magokoro-heidan (真心兵団, « division Aufrichtigkeit »)                              | 1945     | 1945        | Hulin, Mandchourie            |
| 136e division (en)         | Fubatsu-heidan (不抜兵団, « division Standhaftigkeit »)                              | 1945     | 1945        | Mandchourie                   |
| 137e division (en)         | Fuyoku-heidan (扶翼兵団, « division Beistand »)                                      | 1945     | 1945        | Ranam-guyok, Nord de la Corée |
| 138e division (en)         | Fudō-heidan (不動兵団, « division Unbeweglich »)                                     | 1945     | 1945        | Mandchourie                   |
| 139e division (en)         | Fukutsu-heidan (不屈兵団, « division Standhaftigkeits »)                             | 1945     | 1945        | Mandchourie                   |
| 140e division (en)         | Gotō-heidan (護東兵団, « division Schutz-des-Ostens »)                               | 1945     | 1945        | Tokyo, Japon                  |
| 142e division              | Gosen-heidan (護仙兵団, « division Schutz-Sendais »)                                 | 1945     | 1945        | Sendai, Japon                 |
| 143e division              | Goko-heidan (護古兵団, « division Schutz-Nagoyas/des-Alten »)                        | 1945     | 1945        | Nagoya, Japon                 |
| 144e division (en)         | Goban-heidan (護阪兵団, « division Schutz-Osakas/der-Hügel »)                        | 1945     | 1945        | Ōsaka, Japon                  |
| 145e division (en)         | Goshū-heidan (護州兵団, « division Schutz-der-Provinz »)                             | 1945     | 1945        | Hiroshima, Japon              |
| 146e division (en)         | Gonan-heidan (護南兵団, « division Schutz-des-Südens »)                              | 1945     | 1945        | Kumamoto, Japon               |
| 147e division (en)         | Gohoku-heidan (護北兵団, « division Schutz-des-Nordens »)                            | 1945     | 1945        | Asahikawa, Japon              |
| 148e division (en)         | Fugaku-heidan (富嶽兵団, « division Reicher-Gipfel »)                                | 1945     | 1945        | Mandchourie                   |
| 149e division (en)         | Futō-heidan (不撓兵団, « division Unbeugsam »)                                       | 1945     | 1945        | Mandchourie                   |
| 150e division (en)         | Gochō-heidan (護朝兵団, « division Schutz-Koreas »)                                  | 1945     | 1945        | Keijo, Sud de la Corée        |
| 151e division              | Gou-heidan (護宇兵団, « division Schutz-Utsunomiyas/des-Himmels »)                   | 1945     | 1945        | Utsunomiya, Japon             |
| 152e division              | Gotaku-heidan (護沢兵団, « division Schutz-Kanazawas/der-Bäche »)                    | 1945     | 1945        | Kanazawa, Japon               |
| 153e division              | Gokyō-heidan (護京兵団, « division Schutz-der-Hauptstadt »)                          | 1945     | 1945        | Kyōto, Japon                  |
| 154e division (en)         | Goji-heidan (護路兵団, « division Schutz-der-Wege »)                                 | 1945     | 1945        | Hiroshima, Japon              |
| 155e division (en)         | Godo-heidan (護土兵団, « division Schutz-des-Bodens »)                               | 1945     | 1945        | Zentsūji, Japon               |
| 156e division (en)         | Gosei-heidan (護西兵団, « division Schutz-des-Westens »)                             | 1945     | 1945        | Kurume, Japon                 |
| 157e division (en)         | Gokō-heidan (護弘兵団, « division Schutz-Hirosakis/der-Weite »)                      | 1945     | 1945        | Hirosaki, Japon               |
| 158e division (en)         | Fumetsu-heidan (不滅兵団, « division Unsterblich »)                                  | 1945     | 1945        | Mandchourie                   |
| 160e division (en)         | Gosen-heidan (護鮮兵団, « division Schutz-Koreas »)                                  | 1945     | 1945        | Pyongyang, Nord de la Corée   |
| 161e division              | Shinten-heidan (震天兵団, « division Himmel-und-Erde »)                              | 1945     | 1945        | Kumamoto, Japon               |
| 201e division              | Musashi-heidan (武蔵兵団, « division Musashi »)                                      | 1945     | 1945        | Tokyo, Japon                  |
| 202e division              | Aoba-heidan (青葉兵団, « division Grüne-Blätter »)                                   | 1945     | 1945        | Sendai, Japon                 |
| 205e division (en)         | Aki-heidan (安芸兵団, « division Aki »)                                              | 1945     | 1945        | Hiroshima, Japon              |
| 206e division (en)         | Aso-heidan (阿蘇兵団, « division Aso »)                                              | 1945     | 1945        | Kumamoto, Japon               |
| 209e division (en)         | Kaetsu-heidan (加越兵団, « division Kaetsu »)                                        | 1945     | 1945        | Kanazawa, Japon               |
| 212e division (en)         | Kikuchi-heidan (菊池兵団, « division Kikuchi »)                                      | 1945     | 1945        | Kurume, Japon                 |
| 214e division (en)         | Tokiwa-heidan (常盤兵団, « division Tokiwa »)                                        | 1945     | 1945        | Utsunomiya, Japon             |
| 216e division (en)         | Hiei-heidan (比叡兵団, « division Hiei »)                                            | 1945     | 1945        | Kyōto, Japon                  |
| 221e division              | Tenryū-heidan (天龍兵団, « division Tenryū »)                                        | 1945     | 1945        | Nagano, Japon                 |
| 222e division              | Hakkō-heidan (八甲兵団, « division Hakkō »)                                          | 1945     | 1945        | Hirosaki, Japon               |
| 224e division (en)         | Akō-heidan (赤穂兵団, « division Akō »)                                              | 1945     | 1945        | Hiroshima, Japon              |
| 225e division) (en)        | Kongō-heidan (金剛兵団, « division Kongō »)                                          | 1945     | 1945        | Osaka, Japon                  |
| 229e division (en)         | Hokuetsu-heidan (北越兵団, « division Hokuetsu »)                                    | 1945     | 1945        | Kanazawa, Japon               |
| 230e division (en)         | Sōbu-heidan (総武兵団, « division Sōbu (en) »)                                       | 1945     | 1945        | Tokyo, Japon                  |
| 231e division              | Taikoku-heidan (大国兵団, « division Großes-Land »)                                  | 1945     | 1945        | Hiroshima, Japon              |
| 234e division (en)         | Tone-heidan (利根兵団, « division Tone »)                                            | 1945     | 1945        | Tokyo, Japon                  |
| 303e division              | Takashi-heidan (高師兵団, « division Takashi »)                                      | 1945     | 1945        | Nagoya, Japon                 |
| 308e division (en)         | Iwaki-heidan (岩木兵団, « division Iwaki »)                                          | 1945     | 1945        | Hirosaki, Japon               |
| 312e division (en)         | Chitose-heidan (千歳兵団, « division Chitose »)                                      | 1945     | 1945        | Kurume, Japon                 |
| 316e division (en)         | Yamashiro-heidan (山城兵団, « division Yamashiro »)                                  | 1945     | 1945        | Kyōto, Japon                  |
| 320e division (en)         | –                                                                                    | 1945     | 1945        | Japon                         |
| 321e division              | Iso-heidan (磯兵団, « division Ufer »)                                               | 1945     | 1945        | Tokyo, Japon                  |
| 322e division              | Bandai-heidan (磐梯兵団, « division Bandai »)                                        | 1945     | 1945        | Sendai, Japon                 |
| 344e division (en)         | Kenzan-heidan (剣山兵団, « division Mont Tsurugi »)                                  | 1945     | 1945        | Zentsūji, Japon               |
| 351e division              | Akagi-heidan (赤城兵団, « division Akagi »)                                          | 1945     | 1945        | Utsunomiya, Japon             |
| 354e division (en)         | Bukō-heidan (武甲兵団, « division Bukō »)                                            | 1945     | 1945        | Tokyo, Japon                  |
| 355e division (en)         | Nachi-heidan (那智兵団, « division Nachi »)                                          | 1945     | 1945        | Himeji, Japon                 |

## Divisions blindées
| Nom                  | Nom de code                           | Création | Dissolution | Base                    |
| -------------------- | ------------------------------------- | -------- | ----------- | ----------------------- |
| 1re division blindée | Taku (拓, « division Urbarmachungs ») | 1942     | 1945        | Ning'an, Mandchourie    |
| 2e division blindée  | Geki (撃, « division Angriffs »)      | 1942     | 1945        | Mudanjiang, Mandchourie |
| 3e division blindée  | Taki (滝, « division Wasserfall »)    | 1942     | 1945        | Mengjiang, Mandchourie  |
| 4e division blindée  | Hagane (鋼, « division Stahl »)       | 1944     | 1945        | Chiba, Japon            |

## Division parachutiste
| Nom                       | Nom de code                                      | Création | Dissolution | Base  |
| ------------------------- | ------------------------------------------------ | -------- | ----------- | ----- |
| 1re division parachutiste | Teishin (挺進 « division Gefährlicher Angriff ») | 1944     | 1945        | Japon |

## Divisions anti-aériennes
| Nom                        | Nom de code                      | Création | Dissolution | Base          |
| -------------------------- | -------------------------------- | -------- | ----------- | ------------- |
| 1re division anti-aérienne | Hare (晴 « [Himmel] aufklaren ») | 1944     | 1945        | Tokyo, Japon  |
| 2e division anti-aérienne  | Chiku (逐 « verjagen »)          | 1945     | 1945        | Nagoya, Japon |
| 3e division anti-aérienne  | Saku (炸 « explodieren »)        | 1945     | 1945        | Osaka, Japon  |
| 4e division anti-aérienne  | Sui (彗 « fegen »)               | 1945     | 1945        | Kokura, Japon |

## Divisions aériennes
| Nom                   | Nom de code                                                | Création | Dissolution | Base                           |
| --------------------- | ---------------------------------------------------------- | -------- | ----------- | ------------------------------ |
| 1re division aérienne | 1FD bzw. Kabura 1046 (鏑1046 « Pfeilspitze 1046 »)         | 1938     | 1945        | Kakamigahara, Japon            |
| 2e division aérienne  | 2FD bzw. Washi 9109 (鷲9109 « Adler 9109 »)                | 1937     | 1945        | Mandchourie                    |
| 3e division aérienne  | 3FD bzw. Hayabusa 2375 (隼2375 « Wanderfalke 2375 »)       | 1942     | 1945        | Chine                          |
| 4e division aérienne  | 4FD bzw. Tsubasa 11601 (翼11601 « Flügel 11601 »)          | 1942     | 1945        | Mandchourie                    |
| 5e division aérienne  | 5FD bzw. Taka 9683 (高9683 « Hoch »)                       | 1940     | 1945        | Birmanie                       |
| 6e division aérienne  | 6FD bzw. Yō 9301 (洋9301 « Weit 9301 »)                    | 1942     | 1945        | Rabaul, Nouvelle-Bretagne      |
| 7e division aérienne  | 7FD bzw. Shū 9311(襲9311 « Angriff 9311 »)                 | 1943     | 1945        | Indes orientales néerlandaises |
| 8e division aérienne  | 8FD bzw. Makoto 18900 (誠18900 « Aufrichtigkeit 18900 »)   | 1944     | 1945        | Tokyo, Japon                   |
| 9e division aérienne  | 9FD bzw. Shō 15350 (翔15350 « Flug 15350 »)                | 1943     | 1945        | Palembang, Sumatra             |
| 10e division aérienne | 10FD bzw. Tenshō 1040 (天翔1040 « Himmelsflug 1040 »)      | 1944     | 1945        | Tokyo, Japon                   |
| 11e division aérienne | 11FD bzw. Tenshū 1041 (天鷲1041 « Himmelsadler 1041 »)     | 1944     | 1945        | Osaka, Japon                   |
| 12e division aérienne | 12FD bzw. Tenpū 1042 (天風1042 « Himmelswind 1042 »)       | 1944     | 1945        | Shimonoseki, Japon             |
| 13e division aérienne | 13FD bzw. Hayabusa Sakigake (隼魁 « Wanderfalkenvorbote ») | 1945     | 1945        | Nankin, Chine                  |
| 51e division aérienne |                                                            |          |             |                                |
| 51e division aérienne | 51FD                                                       |          |             |                                |
| 52e division aérienne | 52FD                                                       | 1945     | 1945        | Kumagaya, Japon                |
| 53e division aérienne | 53FD                                                       |          |             |                                |
| 55e division aérienne | 55FD                                                       |          |             |                                |

## Sources
- (en) Cet article est partiellement ou en totalité issu de l’article de Wikipédia en anglais intitulé « List of Japanese Infantry divisions » (voir la liste des auteurs).

- (de) Cet article est partiellement ou en totalité issu de l’article de Wikipédia en allemand intitulé « Divisionen des Kaiserlich Japanischen Heeres » (voir la liste des auteurs).
- Madej, W. Victor, Japanese Armed Forces Order of Battle, 1937-1945 [2 vols] Allentown, PA: 1981
- United States War Department, Handbook on Japanese Military Forces, Baton Rouge and London, Louisiana State University Press, 1991 (reprint of 1944 edition), 403 p. (ISBN 978-0-8071-2013-2 et 0-8071-2013-8)
- The Japanese Mutumi troop encyclopedia 陸　軍　編